# Копєйкін Олексій Олександрович
Олексій Олександрович Копєйкін (рос. Алексей Александрович Копейкин; народився 29 серпня 1983 у м. Ангарську, СРСР) — російський хокеїст, нападник. Виступає за «Сибір» (Новосибірськ). Майстр спорту.
Вихованець хокейної школи «Єрмак» (Ангарськ). Виступав за «Самородок» (Хабаровськ), «Амур» (Хабаровськ), «Спартак» (Москва), «Сибір» (Новосибірськ), «Авангард» (Омськ), «Зауралля» (Курган).